# Bangladesh Premier League 2022/23 (Fußball)
Die Bangladesh Premier League 2022/23 war die 15. Saison der höchsten Spielklasse in Bangladesch. Es nahmen 11 Mannschaften am Spielbetrieb teil. Organisiert wurde die Liga von der Bangladesh Football Federation. Die Saison startete am 9. Dezember 2022 und soll am 7. Juli 2023 beendet sein. Titelverteidiger waren die Bashundhara Kings.

## Teilnehmende Mannschaften
Der Saif Sporting Club gab im August 2022 bekannt, dass man nicht mehr am Spielbetrieb teilnehmen wird.
| Mannschaft                  | Standort   | Stadion                             | Kapazität |
| --------------------------- | ---------- | ----------------------------------- | --------- |
| AFC Uttara                  | Dhaka      | Rafiq Uddin Bhuiyan Stadium         | 25.000    |
| Bangladesh Police FC        | Dhaka      | Rafiq Uddin Bhuiyan Stadium         | 25.000    |
| Bashundhara Kings           | Dhaka      | Bashundhara Kings Arena             | 14.000    |
| Chittagong Abahani Limited  | Chittagong | Munshiganj Stadium                  | 10.000    |
| Abahani Ltd. Dhaka          | Dhaka      | Shaheed Dhirendranath Datta Stadium | 18.000    |
| Mohammedan SC               | Dhaka      | Shaheed Dhirendranath Datta Stadium | 18.000    |
| Fortis FC                   | Rajshahi   | Muktijuddho Sriti Stadium           | 15.000    |
| Sheikh Jamal Dhanmondi Club | Dhaka      | Sheikh Fazlul Haque Mani Stadium    | 5000      |
| Muktijoddha Sangsad KC      | Dhaka      | Sheikh Fazlul Haque Mani Stadium    | 5000      |
| Rahmatganj MFS              | Dhaka      | Munshiganj Stadium                  | 10.000    |
| Sheikh Russel KC            | Dhaka      | Bashundhara Kings Arena             | 14.000    |

## Ausländische Spieler
| Mannschaft                  | Spieler 1         | Spieler 2         | Spieler 3          | Spieler 4               | Spieler 5              | Ehemalige Spieler                                           |
| --------------------------- | ----------------- | ----------------- | ------------------ | ----------------------- | ---------------------- | ----------------------------------------------------------- |
| AFC Uttara                  | Richard Maturana  | Younoussa Camara  | Alan Koroev        | Sultanbek Momunov       |                        | Nzau Lutumba José Luis Mosquera Reo Nakamura Lukman Adefemi |
| Bangladesh Police FC        | Mateo Palacios    | Johan Arango      | Almazbek Malikov   | Solibek Karimov         | Edward Morillo         | Behnam Habibi José Hernandez                                |
| Bashundhara Kings           | Dori              | Miguel Figueira   | Robinho            | Mohammad Reza Khanzadeh | Asror Gofurov          |                                                             |
| Chittagong Abahani Limited  | Mostafa Kahraba   | Candy Agbane      | Ifeagwu Ojukwu     | Shukurali Pulatov       |                        | Yacouba Bamba                                               |
| Abahani Ltd. Dhaka          | Emeka Ogbugh      | Raphael Augusto   | Daniel Colindres   | Peter Nworah            | Yousef Mohammad        | Getterson                                                   |
| Mohammedan SC               | Roger Duarte      | Sunday Emmanuel   | Souleymane Diabate | Muzaffar Muzaffarov     | Daniel Febles          | Meysam Shahmakvandzadeh                                     |
| Fortis FC                   | Amiruddin Sharifi | Danilo Quipapá    | Gaira Joof         | Pa Omar Babou           |                        | Luiz Júnior Thiago Bonfim                                   |
| Sheikh Jamal Dhanmondi Club | Sulayman Sillah   | Jorge Aguilar     | Nodir Mavlonov     | Otabek Valizhonov       | Cornelius Stewart      |                                                             |
| Muktijoddha Sangsad KC      | Landry Ndikumana  | Soma Otani        | Adeyinka Najeem    | Emmanuel Uzochukwu      | Jimmy Dzingai          |                                                             |
| Rahmatganj MFS              | Ulysse Diallo     | Peter Ebimobowei  | Bunyod Shodiev     | Fatchullo Fatchullojew  | Shokhrukhbek Kholmatov | Jhoaho Hinestroza Igor Santana Michael                      |
| Sheikh Russel KC            | Didier Brossou    | Kenneth Ikechukwu | Mfon Udoh          | Timur Talipov           | Andrew Marveggio       | Junior Mapuku                                               |

## Tabellen

### Abschlusstabelle
Stand:Saisonende 2022/23
| Pl. | Verein                      | Sp. | S  | U | N  | Tore    | Diff. | Punkte |
| --- | --------------------------- | --- | -- | - | -- | ------- | ----- | ------ |
| 1.  | Bashundhara Kings (M)       | 20  | 18 | 1 | 1  | 051:130 | +38   | 55     |
| 2.  | Abahani Ltd. Dhaka          | 20  | 12 | 4 | 4  | 045:180 | +27   | 40     |
| 3.  | Bangladesh Police FC        | 20  | 10 | 5 | 5  | 039:210 | +18   | 35     |
| 4.  | Mohammedan SC               | 20  | 9  | 5 | 6  | 038:210 | +17   | 32     |
| 5.  | Sheikh Russel KC            | 20  | 8  | 6 | 6  | 033:300 | +3    | 30     |
| 6.  | Sheikh Jamal Dhanmondi Club | 20  | 5  | 9 | 6  | 025:320 | −7    | 24     |
| 7.  | Fortis FC (N)               | 20  | 5  | 8 | 7  | 023:250 | −2    | 23     |
| 8.  | Chittagong Abahani Limited  | 20  | 4  | 9 | 7  | 026:350 | −9    | 21     |
| 9.  | Rahmatganj MFS              | 20  | 4  | 7 | 9  | 015:310 | −16   | 19     |
| 10. | Muktijoddha Sangsad KC      | 20  | 4  | 3 | 13 | 019:420 | −23   | 15     |
| 11. | AFC Uttara (N)              | 20  | 0  | 5 | 15 | 010:560 | −46   | 05     |

| Zum Saisonende 2022/23: |
|  Meister und Teilnahme an den Play-off-Spielen zur AFC Challenge League 2024/25 Abstieg in die Bangladesh Championship League |

| Zum Saisonende 2021/22: |                                        |
| (M)                     | Amtierender Meister: Bashundhara Kings |
| (N)                     | Aufsteiger: AFC Uttara, Fortis FC      |

### Heimtabelle
Stand:Saisonende 2022/23
| Pl. | Verein                      | Sp. | S  | U | N | Tore    | Diff. | Punkte |
| --- | --------------------------- | --- | -- | - | - | ------- | ----- | ------ |
| 1.  | Bashundhara Kings           | 10  | 10 | 0 | 0 | 025:300 | +22   | 30     |
| 2.  | Abahani Ltd. Dhaka          | 10  | 8  | 1 | 1 | 027:800 | +19   | 25     |
| 3.  | Bangladesh Police FC        | 10  | 5  | 3 | 2 | 021:100 | +11   | 18     |
| 4.  | Sheikh Russel KC            | 10  | 4  | 4 | 2 | 018:150 | +3    | 16     |
| 5.  | Mohammedan SC               | 10  | 3  | 4 | 3 | 020:130 | +7    | 13     |
| 6.  | Chittagong Abahani Limited  | 10  | 3  | 3 | 4 | 014:170 | −3    | 12     |
| 7.  | Fortis FC                   | 10  | 2  | 4 | 4 | 009:900 | ±0    | 10     |
| 8.  | Sheikh Jamal Dhanmondi Club | 10  | 2  | 4 | 4 | 014:190 | −5    | 10     |
| 9.  | Rahmatganj MFS              | 10  | 2  | 3 | 5 | 004:120 | −8    | 09     |
| 10. | Muktijoddha Sangsad KC      | 10  | 2  | 2 | 6 | 010:190 | −9    | 08     |
| 11. | AFC Uttara                  | 10  | 0  | 3 | 7 | 006:310 | −25   | 03     |

### Auswärtstabelle
Stand:Saisonende 2022/23
| Pl. | Verein                      | Sp. | S | U | N | Tore    | Diff. | Punkte |
| --- | --------------------------- | --- | - | - | - | ------- | ----- | ------ |
| 1.  | Bashundhara Kings           | 10  | 8 | 1 | 1 | 026:100 | +16   | 25     |
| 2.  | Mohammedan SC               | 10  | 6 | 1 | 3 | 018:800 | +10   | 19     |
| 3.  | Bangladesh Police FC        | 10  | 5 | 2 | 3 | 018:110 | +7    | 17     |
| 4.  | Abahani Ltd. Dhaka          | 10  | 4 | 3 | 3 | 018:100 | +8    | 15     |
| 5.  | Sheikh Russel KC            | 10  | 4 | 2 | 4 | 015:150 | ±0    | 14     |
| 6.  | Sheikh Jamal Dhanmondi Club | 10  | 3 | 5 | 2 | 011:130 | −2    | 14     |
| 7.  | Fortis FC                   | 10  | 3 | 4 | 3 | 014:160 | −2    | 13     |
| 8.  | Rahmatganj MFS              | 10  | 2 | 4 | 4 | 011:190 | −8    | 10     |
| 9.  | Chittagong Abahani Limited  | 12  | 3 | 6 | 3 | 012:180 | −6    | 15     |
| 10. | Muktijoddha Sangsad KC      | 10  | 2 | 1 | 7 | 009:230 | −14   | 07     |
| 11. | AFC Uttara                  | 10  | 0 | 2 | 8 | 004:250 | −21   | 02     |

## Ergebnisse
Die Kreuztabelle stellt die Ergebnisse aller Spiele dieser Saison dar. Die Heimmannschaft ist in der linken Spalte, die Gastmannschaft in der oberen Zeile aufgelistet.
| Saison 2022/23              | AFC | BAS | BPO | CAL | ALD | FOR | MSC | MUK | RAH | SJD | SRU |
| --------------------------- | --- | --- | --- | --- | --- | --- | --- | --- | --- | --- | --- |
| AFC Uttara                  |     | 1:1 | 0:7 | 1:1 | 0:7 | 0:1 | 0:6 | 0:1 | 2:3 | 1:3 | 1:1 |
| Bashundhara Kings           | 3:0 |     | 1:0 | 2:0 | 1:0 | 4:1 | 2:1 | 4:0 | 2:0 | 3:0 | 3:1 |
| Bangladesh Police FC        | 4:0 | 2:1 |     | 1:1 | 0:0 | 4:1 | 0:0 | 6:1 | 2:0 | 1:2 | 1:3 |
| Chittagong Abahani Limited  | 1:0 | 0:3 | 2:3 |     | 3:2 | 0:0 | 1:2 | 2:0 | 2:2 | 1:1 | 2:4 |
| Abahani Ltd. Dhaka          | 1:0 | 1:2 | 4:1 | 5:1 |     | 1:1 | 2:0 | 3:2 | 4:0 | 3:0 | 3:1 |
| Fortis FC                   | 4:0 | 0:2 | 1:1 | 1:1 | 0:2 |     | 0:1 | 2:0 | 0:1 | 1:1 | 0:1 |
| Mohammedan SC               | 6:0 | 0:1 | 1:1 | 2:2 | 1:1 | 3:4 |     | 2:0 | 3:1 | 1:1 | 1:2 |
| Muktijoddha Sangsad KC      | 1:1 | 1:3 | 0:1 | 1:2 | 1:0 | 1:1 | 1:6 |     | 1:2 | 2:3 | 1:0 |
| Rahmatganj MFS              | 1:0 | 0:4 | 0:2 | 1:0 | 1:2 | 1:1 | 0:1 | 0:2 |     | 0:0 | 0:0 |
| Sheikh Jamal Dhanmondi Club | 3:3 | 1:3 | 1:0 | 2:2 | 1:2 | 0:3 | 0:1 | 1:1 | 2:2 |     | 3:2 |
| Sheikh Russel KC            | 1:0 | 6:4 | 1:2 | 2:2 | 2:2 | 2:0 | 2:0 | 3:2 | 1:1 | 0:0 |     |

## Torschützenliste
Stand: Saisonende 2022/23
| Platz | Spieler                      | Mannschaft                  | Tore |
| ----- | ---------------------------- | --------------------------- | ---- |
| 1.    | Dorielton                    | Bashundhara Kings           | 20   |
| 2.    | Souleymane Diabate           | Mohammedan SC               | 16   |
| 3.    | Daniel Colindres             | Abahani Ltd. Dhaka          | 12   |
| 4.    | Mfon Udoh                    | Sheikh Russel KC            | 11   |
| 4.    | Cornelius Stewart            | Sheikh Jamal Dhanmondi Club | 11   |
| 6.    | Robinho                      | Bashundhara Kings           | 10   |
| 6.    | Miguel Figueira              | Bashundhara Kings           | 10   |
| 6.    | Ojukwu David Ifegwu          | Chittagong Abahani Limited  | 10   |
| 9.    | Edward Morillo               | Bangladesh Police FC        | 9    |
| 10.   | Eleta Kingsley               | Abahani Ltd. Dhaka          | 8    |
| 11.   | Johan Arango                 | Bangladesh Police FC        | 7    |
| 11.   | Emmanuel Ikechukwu Uzochukwu | Muktijoddha Sangsad KC      | 7    |
| 13.   | Gaira Joof                   | Fortis FC                   | 5    |
| 13.   | Didier Brossou               | Sheikh Russel KC            | 5    |
| 13.   | Ekbal Hussain                | Chittagong Abahani Limited  | 5    |
| 13.   | Nabib Newaj Jibon            | Abahani Ltd. Dhaka          | 5    |
| 13.   | Sunday Emmanuel              | Mohammedan SC               | 5    |
| 13.   | Kenneth Ngwoke               | Sheikh Russel KC            | 5    |
| 13.   | Landry Ndikumana             | Muktijoddha Sangsad KC      | 5    |

## Hattricks
Stand: Saisonende 2022/23
| Spieler            | Verein             | Gegnerischer Verein    | Ergebnis | Datum            |
| ------------------ | ------------------ | ---------------------- | -------- | ---------------- |
| Souleymane Diabate | Mohammedan SC      | AFC Uttara             | 6:0 (A)  | 10. Februar 2023 |
| Foysal Ahmed Fahim | Abahani Ltd. Dhaka | AFC Uttara             | 7:0 (A)  | 24. Februar 2023 |
| Eleta Kingsley     | Abahani Ltd. Dhaka | AFC Uttara             | 7:0 (H)  | 24. Februar 2023 |
| Souleymane Diabate | Mohammedan SC      | Muktijoddha Sangsad KC | 6:1 (A)  | 8. April 2023    |
| Daniel Colindres   | Abahani Ltd. Dhaka | Rahmatganj MFS         | 4:0 (H)  | 14. April 2023   |
| Dorielton 4        | Bashundhara Kings  | Sheikh Russel KC       | 6:4 (A)  | 26. Mai 2023     |
| Souleymane Diabate | Mohammedan SC      | AFC Uttara             | 6:0 (H)  | 7. Juli 2023     |

4 Vier Tore in einem Spiel

## Assists
Stand: Saisonende 2022/23
| Platz | Name                | Mannschaft             | Assists |
| ----- | ------------------- | ---------------------- | ------- |
| 1.    | Robinho             | Bashundhara Kings      | 12      |
| 2.    | Miguel Figueira     | Bashundhara Kings      | 9       |
| 3.    | Edward Morillo      | Bangladesh Police FC   | 8       |
| 4.    | Peter Nworah        | Abahani Ltd. Dhaka     | 7       |
| 4.    | Daniel Colindres    | Abahani Ltd. Dhaka     | 7       |
| 6.    | Rakib Hossain       | Bashundhara Kings      | 5       |
| 6.    | Mfon Udoh           | Sheikh Russel KC       | 5       |
| 6.    | Didier Brossou      | Sheikh Russel KC       | 5       |
| 6.    | Johan Arango        | Bangladesh Police FC   | 5       |
| 6.    | Jafar Iqbal         | Mohammedan SC          | 5       |
| 6.    | Souleymane Diabate  | Mohammedan SC          | 5       |
| 12.   | Aminur Rahman Sajib | Muktijoddha Sangsad KC | 4       |
| 12.   | Rahmat Mia          | Abahani Ltd. Dhaka     | 4       |
| 12.   | Arif Hossain        | Mohammedan SC          | 4       |
| 12.   | Kenneth Ngwoke      | Sheikh Russel KC       | 4       |
| 12.   | Mateo Palacios      | Bangladesh Police FC   | 4       |

## Weiße Weste (Clean Sheets)
Stand: Saisonende 2022/23
| Platz | Spieler              | Mannschaft             | Spiele | Clean sheets |
| ----- | -------------------- | ---------------------- | ------ | ------------ |
| 1.    | Anisur Rahman Zico   | Bashundhara Kings      | 17     | 11           |
| 2.    | Sujon Hossain        | Mohammedan SC          | 16     | 7            |
| 3.    | Rakibul Hasan Tushar | Bangladesh Police FC   | 11     | 6            |
| 4.    | Shahidul Alam Sohel  | Abahani Ltd. Dhaka     | 17     | 6            |
| 5.    | Mitul Marma          | Fortis FC              | 15     | 4            |
| 5.    | Mehedi Hasan Srabon  | Muktijoddha Sangsad KC | 16     | 4            |
| 5.    | Ashraful Islam Rana  | Sheikh Russel KC       | 16     | 4            |